# Hinter der Badestube (Weimar)

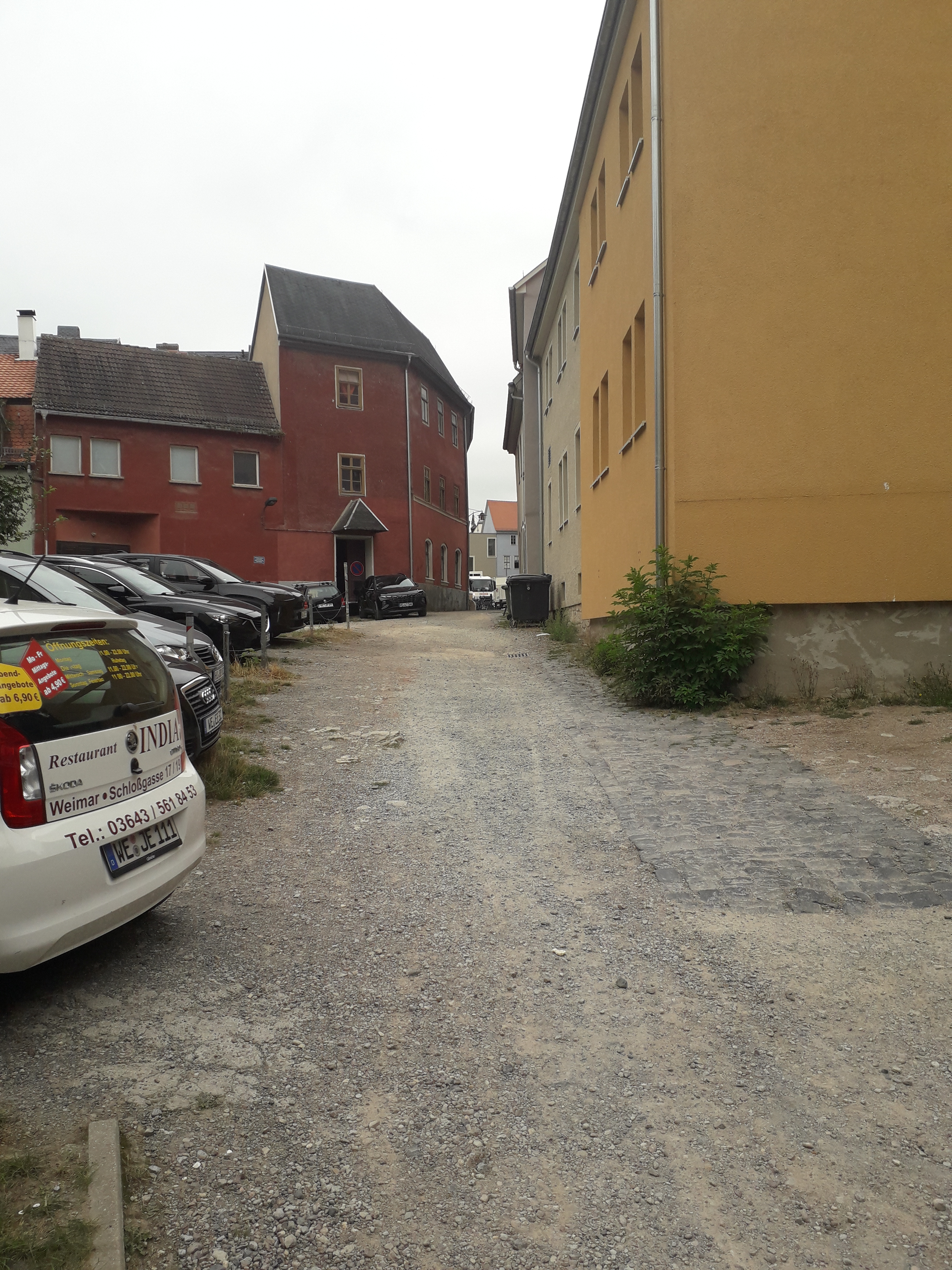
Ecke Mostgasse/Hinter der Badestube

In der Weimarer Altstadt gibt es eine Bezeichnung für einen Straßenzug mit dem ungewöhnlichen Namen Hinter der Badestube. Er führt von der Schlossgasse zur Mostgasse und gehört zu einem der ältesten Siedlungsbereiche Weimars.
Eine Badestube wurde 1401 am Bornberg/Ecke Hinter der Badestube als kommunale Badestube bezeugt, deren Alter jedoch höher anzusetzen ist. Neben der Körperpflege hatte diese Einrichtung auch medizinische Aufgaben und damit die zu erfüllen den Badern auferlegt war. Das ging bis zu Zähneziehen und chirurgischen Eingriffen u. a. bei Frakturen. Bis Ende des 19. Jahrhunderts war der Bereich fast durchgängig im Besitz von Ärzten. Das Gebäude wurde 1557/58 im Stile der Renaissance erbaut, wurde jedoch infolge der Sanierung des Schlossviertels im 20. Jahrhundert bis auf eine Außenwand vollständig abgetragen.
Filmgeschichtlich ist der Bornberg/Hinter der Badestube auch nicht uninteressant, weil 1959 einige Szenen von Friedrich Schillers Kabale und Liebe unter der Regie von Martin Hellberg dort gedreht wurden, bevor der Abriss erfolgte.
Der gesamte Bereich steht auf der Liste der Kulturdenkmale in Weimar (Sachgesamtheiten und Ensembles). Dieser historische Bereich wurde aber seit 2014 neu bebaut. Auch die restliche alte Außenwand der Badestube verschwand in der Folge.
Am Bornberg befindet sich die überbaute Bornquelle im Grundstück Kaufstraße 16. Vielleicht wurde für die einstige Badestube hierfür auch das Wasser entnommen, die einst auch die Bornmühle angetrieben hatte. Sie jedenfalls hatte den Bornberg ihren Namen gegeben.